# Parves-et-Nattages
Parves-et-Nattages é uma comuna francesa na região administrativa da Auvérnia-Ródano-Alpes, no departamento de Maine-et-Loire. Estende-se por uma área de 15,86 km². Em 2010 a comuna tinha 984 habitantes (densidade: 62 hab./km²).
A municipalidade foi estabelecida em 1 de janeiro de 2016 e consiste na fusão das antigas comunas de Parves e Nattages.